# Brug 619
Brug 619 is een vaste brug in Amsterdam Nieuw-West.
Deze voetbrug van beton dateert uit de periode toen het Eendrachtspark tot ontwikkeling werd gebracht. Ze overspant de Albardagracht die hier het park in een noordelijk (park) en zuidelijk deel (volkstuinen) snijdt. De brug heeft brugpijlers in de vorm van omgekeerde trapeziums. De Albardagracht heeft aan de noordkant geen steile oevers; eerder een glooiing; de landhoofden lopen daardoor relatief ver door op de kades. Aan de zuidkant is de walkant juist wel steil en staat het landhoofd in het water. Ten zuidoosten van de brug ligt een terras waarop in vroeger tijden paviljoenachtige gebouwtjes (zie foto 1976) stonden; die zijn bij een renovatie van het park verdwenen. In de volksmond werd ze Eendrachtsbrug genoemd, maar in april 2016 schrapte de gemeente Amsterdam alle officieuze benamingen van bruggen.

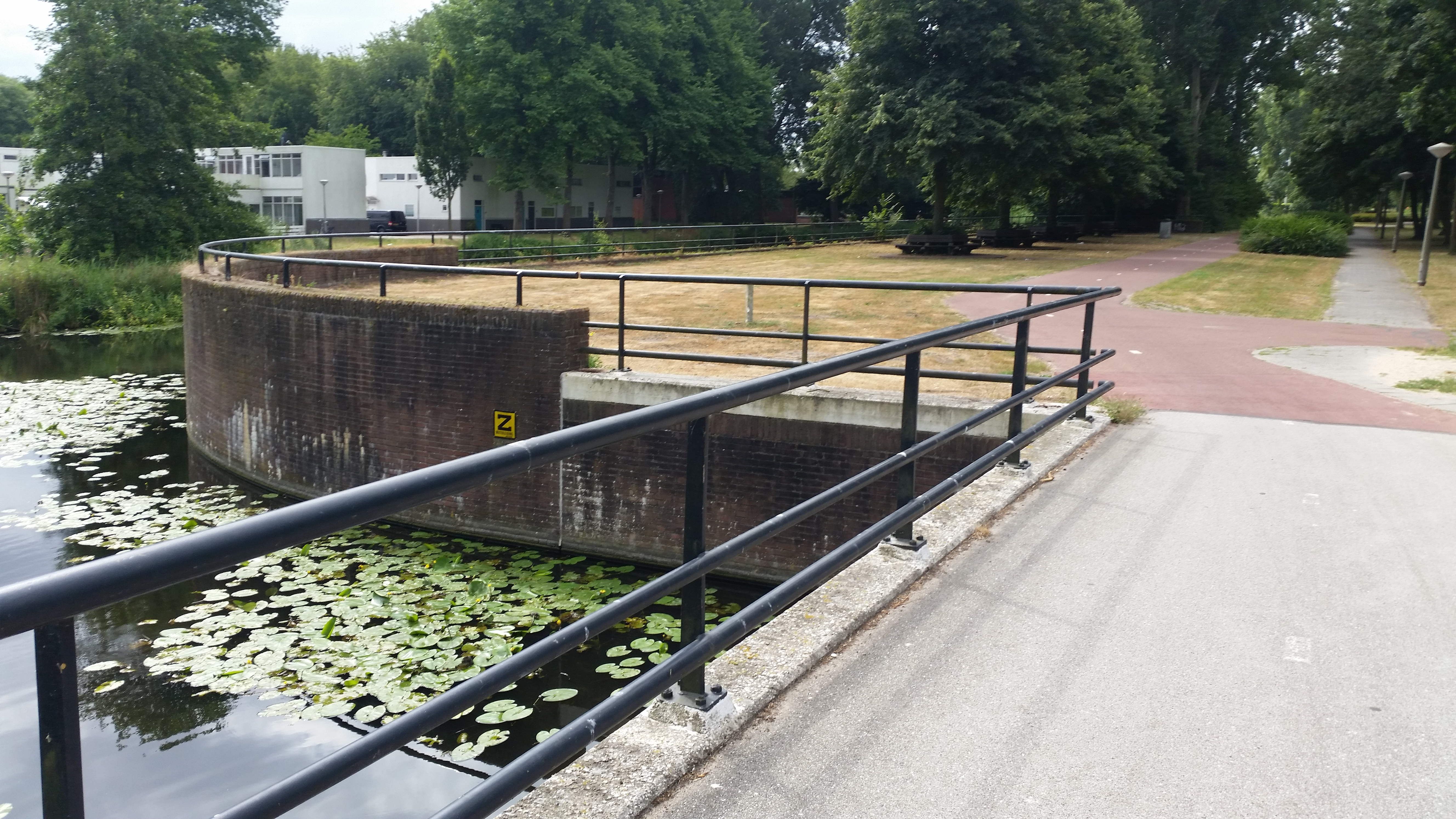
Lijnenspel binnen de leuningen, soms rechthoekig dan weer met kromming (juli 2018)

<<< · 600 · 601 · 602 · 603 · 604 · 605 · 606 · 607 · 608 · 609 · 610 · 611 · 612 · 613 · 614 · 615 · 616 · 617 · 618 · 619 · 620 · 621 · 622 · 623 · 624 · 626 · 627 · 628 · 629 · 630 · 631 · 632 · 633 · 634 · 635 · 636 · 637 · 638 · 639 · 643 · 651 · 652 · 653 · 655 · 656 · 657 · 658 · 659 · 660 · 661 · 662 · 663 · 664 · 665 · 666 · 667 · 668 · 669 · 670 · 671 · 673 · 674 · 675 · 676 · 677 · 678 · 679 · 681 · 682 · 683 · 684 · 685 · 687 · 688 · 689 · 690 · 691 · 692 · 695 · 696 · 699 · >>>
Verdwenen brugnummers: 625 (afgebroken brug Sam van Houtenstraat), 640, 644, 645, 646, 647, 648, 650, 672 (duiker Cornelis Lelylaan, Rembrandtpark), 694, 698.
Nooit gebouwd: 649, 680 (nooit gebouwde brug Sloterplas).
Brugnummers 641, 642, 654, 686, 693, 694 en 697 zijn onbekend.